# Brabant (belgická provincie)
Provincie Brabant byla provincií Belgie, která byla roku 1995 rozdělena na nizozemsky hovořící Vlámský Brabant, frankofonní Valonský Brabant a dvojjazyčné území hlavního města Bruselu.

## Historie
Její území se ustálilo po anexi Rakouského Nizozemí revoluční Francií roku 1795, kdy bylo historické vévodství Brabantské rozděleno na dva francouzské départementy: département de la Dyle kolem Bruselu a département des Deux-Nèthes kolem Antverp.
Po pádu Napoleonově 1815 byly départementy připojeny novému Spojenému Nizozemsku. Z Dyle se stala provincie Brabant-Méridional (Jižní Brabant na rozdíl od provincie Severní Brabant) a z Deux-Nèthes se stala provincie Střední Brabant (později Antverpy). Královský výnos (arrêté royal) z roku 1819, aplikovaný od roku 1823, zavedl v provinčním sněmu jako úřední řeč nizozemštinu stejně jako v ostatních vlámských provinciích s výjimkou Nivelles. Tato reforma oživila opoziční hlasy a nizozemský král obnovil jazykovou svobodu 4. června 1830. Po vyhlášení belgické nezávislosti téhož roku se z provincie Jižní Brabant stala provincie Brabant (hlavní město Brusel).
Provincií procházela belgická „jazyková hranice“ jako jedinou z belgických provincií. V důsledku jejího zavedení v roce 1963 změnilo několik obcí svou provinční příslušnost. Například Mouscron a Comines-Warneton byly odděleny od Západních Flander a připojeny k Henegavsku, lutyšský Fourons (Voeren) připojen k Limbursku. Celý kanton Landen byl v té době oddělen od Lutychu a připojen k Brabantu (dnes Vlámský Brabant). 19 obcí kolem Bruselu dostalo dvojjazyčný status. Roku 1989 byl vytvořen region hlavního města Bruselu, ale region byl stále součástí provincie Brabant.

## Rozdělení Brabantu
Roku 1995 byla provincie Brabant rozdělena na dvě provincie a na území hlavního města, které vykonává na svém území pravomoci provincie. Území hlavního města je však celé obklopené územím Vlámského Brabantu (tvoří v něm enklávu).